# Drymeia rivalis
Drymeia rivalis är en tvåvingeart som först beskrevs av Huckett 1966.  Drymeia rivalis ingår i släktet Drymeia och familjen husflugor.
Artens utbredningsområde är Kalifornien. Inga underarter finns listade i Catalogue of Life.